# Ламотт, Нэнси
Нэ́нси Ламо́тт (англ. Nancy LaMott; 30 декабря 1951, Мидленд, Мичиган, США — 13 декабря 1995, Нью-Йорк, США) — американская певица.

## Биография

### Ранние годы и начало карьеры
Нэнси Ламотт родилась 30 декабря 1951 года в Мидленде (штат Мичиган, США). С раннего детства Ламотт любила петь и мечтала о карьера знаменитой певицы. Её брат — Бретт Ламотт, ударник, который работал вместе с ней.
В 1974 году, после окончания учёбы, Нэнси переехала из Мичигана в Калифорнию, чтобы там начать свою музыкальную карьеру. В 1979 году Ламотт переехала в Нью-Йорк, где работала певицей в ночных клубах, именно тогда её карьера сдвинулась с мёртвой точки. Тогда же она начала выступать в кабаре.
В 1989 году Нэнси познакомилась с композитором и дирижёром Дэвид Фридман, который помог ей с записью её альбомов.

### Проблемы со здоровьем и смерть
В возрасте 17 лет, ещё до начала её карьеры, у Нэнси была диагностирована болезнь Крона. Ламотт тяжело и долго болела. Болезнь постоянно давала о себе знать. В январе 1995 года девушке была проведена операция, которая значительно улучшила её состояние.
В марте 1995 года у Нэнси был диагностирован рак матки. Ламотт отложила лечение, чтобы окончить запись альбома «Listen To My Heart». 4 декабря этого же года состоялось последнее появление певицы на публике, и вскоре с сильно ухудшившимся состоянием она оказалась в больнице.
13 декабря 1995 года, не дожив 17 дней до своего 44-летия, Нэнси скончалась в «St. Luke’s Roosevelt Hospital», что в Нью-Йорке в 11:40 вечера. Незадолго до смерти певице позвонили Билл и Хиллари Клинтон, которые пожелали ей скорейшего выздоровления.